# 發現角
發現角（英語：Discovery Point），是南極洲的海岬，位於南喬治亞島，處於莫雷納灣入口處西部，由奧托·努登舍爾德率領的瑞典探險隊測量，現時由南極條約體系管理。